# Thomas Huijben
Thomas Cornelis Huijben (14 januari 1993) is een Nederlands voormalig professioneel voetballer die uitkwam voor RKC Waalwijk.
Huijben speelde in de gezamenlijke RJO Willem II/RKC en maakte in het seizoen 2010/2011 zijn debuut voor RKC in de thuiswedstrijd tegen FC Dordrecht. In het seizoen 2011/12 kwam hij uit voor Willem II waarna hij terugkeerde bij RKC. Hier speelde Huijben zijn wedstrijden vooral in de beloften.
In 2007 speelde hij tweemaal voor het Nederlands voetbalelftal onder 15